# Sissela Benn
Sissela Klara Sivsdotter Benn, född 14 maj 1980 i Kirsebergs församling i Malmö, är en svensk skådespelare, regissör och komiker.

## Bakgrund och arbete

### Studier, Filippa och teater
Sissela Benn gick det estetiska programmet med inriktning på teater på Heleneholms gymnasium i Malmö. 1999 teaterdebuterade hon i den stora rollen som strippan Alice i Patrick Marbers pjäs Closer på Malmö Stadsteater (samma roll som Natalie Portman gjort i filmversionen). Efter att flera gånger sökt till de olika svenska teaterhögskolorna studerade hon i stället på teaterlinjen på Fridhems folkhögskola, där hon lärde känna regissören Ada Berger, som hon därefter kom att samarbeta med flera gånger, bland annat på Malmö Stadsteater, där hon spelade huvudrollen som filmstjärnan Marilyn Monroe i Bergers pjäs Marilynpassionen (2009), Hon lärde sig akrobatik och clowneri vid studier av nycirkus i Danmark och Spanien.
På Fridhem växte också hennes väg som komiker fram, bland annat med skapelsen av den populära scenfiguren Filippa Bark, den präktigt skötsamma, men ensamma 14-åringen, som sedan har gjort succé med oftast kortare inslag bland annat i Sveriges Televisions humorserie Centralskolan,  pratshowen Robins, Melodifestivalen, Kristallen, serien Hjälp! på TV4 och i humorprogram i Sveriges Radio P3. Hösten 2007 gjorde Benn och Berger pjäsen Filippa Bark och döden (även på SVT), med en allvarligare sida av Filippas liv som mobbad och missförstådd tonåring med ena foten i barndomens trygghet.
Våren 2014 spelade hon en av huvudrollerna som tv-skådespelare i en rörig tv-inspelning med urpremiären på komedin Sitcom – En TV-fri kväll av Valle Westesson och Kringlan Svensson på Malmö stadsteater.

### Samarbeten och turnéer
Sissela Benn har snabbt blivit en av Sveriges mest populära komiker och utvecklat sin egen speciella stil med ett flertal olika återkommande scenfigurer. Tillsammans med Simon Svensson, Emma Hansson och Jesper Rönndahl utgör hon humorgruppen Einsteins kvinnor. Emma Hansson och Benn uppträder också tillsammans som karaktärerna Haggan och Ludret. På Riksteaterns Jam All Stars (2007) presenterade hon nya figuren Zeke Palm, och reste landet runt med den följande Parksommar-turnén tillsammans med musikartisterna Moneybrother, Säkert! och Salem Al Fakir samma sommar.
På SR har Benn också medverkat i programmet Meningen med allt.  Hösten 2008 var hon med i Kanal 5:s humorprogram Lilla landet lagom, och på samma kanal även humorserien Sverige pussas och kramas med Henrik Schyffert  m.fl. 2008 medverkade hon i SVT:s humorprogram Morgonsoffan. Den 6 augusti 2008 var hon sommarvärd i radioprogrammet Sommar i P1.

### TV-serier och filmer
2010 fick Benn chansen att utforma och debutera som manusförfattare till en helt egen TV-serie, dramakomediserien I Anneli i SVT, där hon också spelar inte en, utan en dubbel upplaga av huvudrollen, den alltid så vänligt medgörliga Anneli och hennes "låtsas-tvilling" kallad Liket. Hon kallade serien en "feel bad-komedi", och arbetet gick så snabbt att man till vissa scener inte hann skriva färdigt något manus, utan helt enkelt fick improvisera. För regin stod den tidigare samarbetspartnern Dan Zethraeus. På film har Sissela Benn gjort en mindre roll som stallflicka i filmatiseringen av Henning Mankells Wallander – Den svaga punkten och spelat i långfilmen Flimmer 2012. Åren 2011-13 spelar hon även en av de större rollerna som receptionisten Terese i TV4:s humorserie Kontoret, den svenska versionen av den brittiska succén The Office. Hösten 2013 deltog hon i SVT-serien Svensk humor i samverkan med komikern Björn Gustafsson.

### Julkalendrar och barnprogram i Sveriges Television
Sissela Benn medverkade i julkalendern i Sveriges Television år 2012 i en mindre roll i Mysteriet på Greveholm – Grevens återkomst och år 2013 i Barna Hedenhös uppfinner julen, i vilken hon spelade den framträdande rollen som "stenålderskvinnan" Mamma Knota, hedenhösbarnens mor. Hon medverkade i 2022 års julkalender, Kronprinsen som försvann, i rollen som kammarfrun.
Hon har även medverkat i barnprogram som Gabba Gabba och hästprogrammet Stjärnhoppningen under hösten år 2013.

### Familj
Sissela Benn fick 2011 en dotter med dåvarande sambon, komikern Jonatan Unge. Paret separerade 2013. Hon är bosatt i Malmö med Dan Hedlund som hon har en son, född 2016, tillsammans med.

## Filmografi (i urval)
- 2006 – Hjälp! (TV-serie)
- 2006–2007 – Robins (TV-serie)
- 2006 – Wallander – Den svaga punkten
- 2007 – Centralskolan (TV-serie)
- 2008 – Lilla landet lagom (TV-serie)
- 2008 – Sverige pussas och kramas (TV-serie)
- 2008 – Morgonsoffan (TV-serie)
- 2010 – I Anneli (TV-serie)
- 2010 – Gabba Gabba (TV-serie)
- 2011–2013 – Kontoret (TV-serie)
- 2012 – Mysteriet på Greveholm – Grevens återkomst (TV-serie)
- 2012 – Flimmer
- 2013 – Stjärnhoppningen (TV-serie)
- 2013 – Barna Hedenhös uppfinner julen (TV-serie)
- 2015 – Halvvägs till himlen (TV-serie)
- 2017 – Jakten på tidskristallen (TV-serie)
- 2018 – Sune vs Sune
- 2018 – Sagan om Dilan och Moa (TV-serie) (regi)
- 2019 – Sune – Best man
- 2020 – Lasse-Majas detektivbyrå (TV-serie)
- 2021 – Sune – Uppdrag midsommar
- 2021 – Drugdealer (TV-serie)
- 2022 – Kronprinsen som försvann (TV-serie)
- 2023 – Överlevarna (TV-serie)
- 2024 – Skattjakten med IJustWantToBeCool (TV-serie)
- 2025 – Håkan Bråkan 003